# Eurico Gomes
Pour les articles homonymes, voir Gomes.
Eurico Monteiro Gomes, plus communément appelé Eurico, est un footballeur portugais devenu entraîneur, né le 29 septembre 1955 à Santa Marta de Penaguião. Il évoluait au poste de défenseur.

## Biographie
Il est connu pour être le premier joueur à jouer pour Benfica, le Sporting Portugal et le FC Porto, les trois grands clubs du championnat portugais.
International portugais, il joue l'Euro 1984.

## Carrière

### En tant que joueur
- 1975-1979 :  Benfica
- 1979-1982 :  Sporting CP
- 1982-1987 :  FC Porto
- 1987-1989 :  Vitória Setúbal

### En tant qu'entraîneur
- 1989-1990 :  Rio Ave FC
- 1990-1991 :  SCU Torreense
- 1990-1991 :  Varzim SC
- 1991 :  CD Nacional
- 1992 :  AD Ovarense
- 1992-1993 :  FC Maia
- 1993-1996 :  FC Tirsense
- 1996-1997 :  UD Leiria
- 1997-1999 :  FC Paços de Ferreira
- 2000-2001 :  FC Tirsense
- 2003-2004 :  CD Santa Clara (assistant)
- 2005-2006 :  FC Maia
- 2006-2007 :  JSM Béjaïa
- 2007-2008 :  MC Oran
- 2008-2009 :  Ethnikós Le Pirée
- 2009-2010 :  Al Wehda
- 2010-2011 :  Al-Raed

## Palmarès

### En tant que joueur

#### En club
Avec Benfica :
- Champion du Portugal en 1976 et 1977.

Avec le Sporting CP :
- Champion du Portugal en 1980 et 1982.
- Vainqueur de la Coupe du Portugal en 1982.

Avec le FC Porto :
- Vainqueur de la Ligue des champions en 1987.
- Finaliste de la Coupe des coupes 1984.
- Champion du Portugal en 1985 et 1986.
- Vainqueur de la Coupe du Portugal en 1984.
- Vainqueur de la Supercoupe du Portugal en 1983, 1984 et 1986.

#### En équipe nationale
- Demi-finaliste de l'Euro 1984 avec le Portugal.

### En tant qu'entraîneur
Avec le FC Tirsense :
- Champion du Portugal de 2e division en 1994.